# Lyckans soluppgång
Lyckans soluppgång är en sång med musik av Dag Lamberth och text av Bengt Haslum. Ulla Christenson deltog med sången i Melodifestivalen 1959 och kom med bidraget tillsammans med Britt-Inger Dreilick som sjöng Hösten är vår, på delad sjätte plats.